# Luis Eduardo Arellano Moreno
Luis Eduardo Arellano Moreno (Caracas, Venezuela, 4 de enero de 1989) es un futbolista venezolano. Juega de portero y su equipo actual es S. D. Tenisca de la Interinsular Preferente de Tenerife.

## Trayectoria
Luis Arellano es un guardameta venezolano que fue fichado por el CD Tenerife procedente de la SD Tenisca y siendo todavía juvenil jugó todos los partidos de Tercera División con el Tenerife B, participando en su ascenso a Segunda B.
En julio de 2010 el Albacete Balompié llegó a un acuerdo con el jugador para que se incorporara a la disciplina del equipo manchego hasta junio de 2013. En un principio, el guardameta jugaría en el filial de Tercera División.
En 2012 fue fichado por el CD Mensajero de Tercera División obteniendo el premio de portero menos goleado de la temporada 2012/2013.
En la temporada 2014/15 fichó por el Atlético Astorga que milita en el grupo I de Segundad B. Posteriormente pasó a las filas de La Roda CF.

## Clubes
| Club                | País   | Año       |
| ------------------- | ------ | --------- |
| SD Tenisca          | España | ¿?-2008   |
| CD Tenerife B       | España | 2008-2010 |
| Albacete Balompié B | España | 2010-2012 |
| CD Mensajero        | España | 2012-2014 |
| Atlético Astorga    | España | 2014-2015 |
| La Roda CF          | España | 2015-2016 |
| CF Badalona         | España | 2016-2017 |
| UD Las Zocas        | España | 2017      |
| Real Jaén CF        | España | 2017-2018 |
| UD Socuéllamos      | España | 2018-2019 |